# Nanyue, Hengyang
Nanyue är ett stadsdistrikt i Hengyang i Hunan-provinsen i södra Kina.